# Ninh Chử

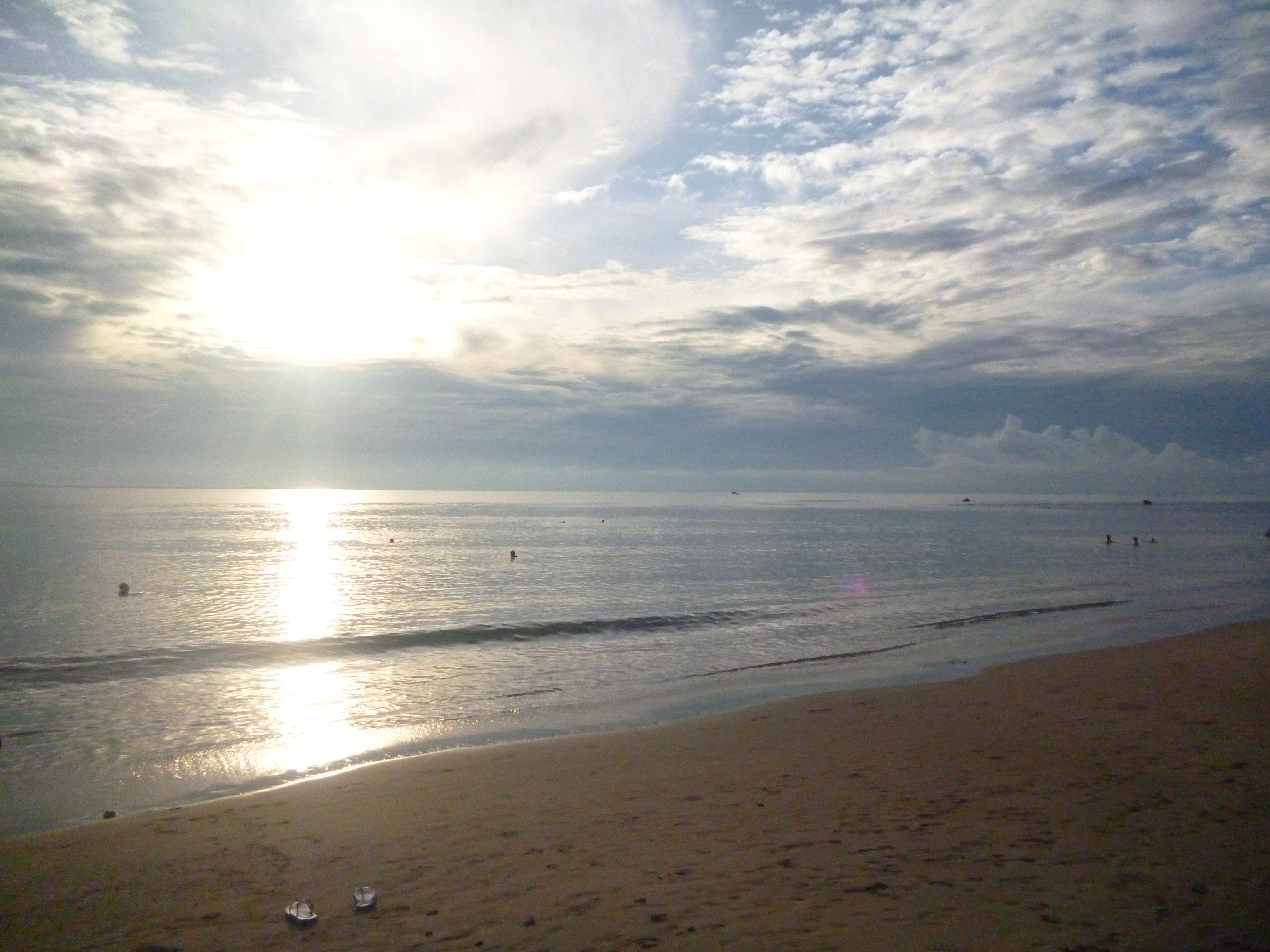
Bãi biển Ninh Chử lúc bình minh

Ninh Chử (nhiều tài liệu ghi nhầm là Ninh Chữ) là một bãi biển ven vịnh Phan Rang thuộc thôn Ninh Chử, xã Khánh Hải, tỉnh Khánh Hòa. Ninh Chử nổi tiếng và được coi là một trong những bãi biển đẹp nhất ở Việt Nam vì có thắng cảnh đẹp và là một khu du lịch tiềm năng, thu hút khách thập phương đến tham quan, thưởng lãm và giải trí. Kết hợp với địa danh Bình Sơn, Ninh Chử đã trở thành cụm khu du lịch Bình Sơn - Ninh Chử.
Bãi biển Ninh Chử là một trong những bãi biển và bãi tắm đẹp của miền Trung Việt Nam. Đây là một bãi biển sạch đẹp nhưng mới lạ hơn bãi biển ở Phan Thiết, mặt khác không phải đi quá xa như Nha Trang, đó là tiêu chí mà những du khách có thể chọn bãi biển Ninh Chử làm nơi du lịch. Với lợi thế có bờ biển đẹp, hoang sơ, lại tiếp giáp biển Đông nên bãi biển Bình Sơn – Ninh Chử đã thu hút các nhà đầu tư trong nước, nhất là từ Thành phố Hồ Chí Minh.

## Tên gọi
Người xưa đặt tên là Ninh Chử là do vùng vịnh biển này đẹp, sóng lặng, yên bình. Theo nghĩa chữ Hán, Ninh: bình yên, thái hòa, Chử: bờ bãi (lưu ý Chử dấu hỏi), như La Chử, Hải Chử, thậm chí cả Minh Chử, được ghi trong Địa bạ Triều Nguyễn 1836. Nhưng cũng thường được viết là Ninh Chữ, những năm gần đây mới được viết lại Ninh Chử theo nghĩa chính.

## Đặc điểm

### Biển Ninh Chử
Bãi biển Ninh Chử nằm ở (không phải thôn Tri Hải, mà thôn Tri Thủy thuộc xã Tri Hải, tuy nhiên bãi biển Ninh Chử không đến đây, chỉ thuộc Khánh Hải, nên bỏ đoạn này), xã Khánh Hải, cách phường Phan Rang 6 km về phía Đông (theo hướng đường Ngô Gia Tự kéo dài xuống Ninh Hải). Bãi biển Ninh Chử có chiều dài 10 km, bờ biển bằng phẳng hình vòng cung (hình bán nguyệt), nước trong xanh, cát trắng mịn tạo thành những triền cát, không khí trong lành, quanh năm sóng vỗ. Cát ở bãi biển Ninh Chử không là màu trắng mà hơi vàng nhạt.
Biển Ninh Chử rất ít sóng, không có tiếng êm nhẹ rì rào như những bãi biển khác, nước biển có màu xanh thẫm và bầu trời xung quanh có màu xanh ngát. Màu nước biển, tiếng sóng lớn, cái trong của một ngày nắng đẹp là ưu điểm, nhưng cũng có thể coi là khuyết điểm của nơi đây bởi do màu đậm và âm thanh khiến nhiều du khách e ngại, không dám xuống biển.
Bãi biển Ninh Chử còn là bãi tắm đẹp, xung quanh là rừng dương và các núi Đá Chồng, núi Tân An, núi Cà Đú... tương đối thích hợp cho các hoạt động du lịch như tắm biển, lướt ván, câu cá, du thuyền, leo núi, săn bắn. Khí hậu ở vùng Ninh Chử mát mẻ, nắng ấm quanh năm. Đặc biệt, Ninh Chử có một vườn dương sát biển, nên ở bãi biển này có thể không cần đến dù, không cần nhà mát, cũng có thể không cần đến cả ghế bố. Du khách có thể trải khăn nằm dài trên thảm lá dương ngắm biển. Rừng dương Ninh Chử đẹp nhờ những nét cong của bờ biển. Hướng gió và hướng sóng tự nhiên làm cái bãi biển sừng trăng phía Nam sạch đẹp hơn. Các resort, khách sạn lớn đều nằm ở phía này.
Ngoài ra, Ninh Chử còn có một kỳ quan đẹp vào mỗi buổi sáng là cảnh mặt trời dần dần nhô ra khỏi ngọn núi nhỏ, nhuộm cả góc trời trong tông màu rực rỡ tương phản hoàn toàn với màn đem còn lại trên bãi biển, trên những dãy núi đá. Từng phút một, mặt trời lại ló thêm một ít dần soi sáng một góc biển, một khoảng trời. Sau đó cả vùng biển, núi như lung linh dưới ánh sáng hai mặt trời trên không trung và dưới biển, mờ ảo trong những làn sương.

## Cảnh quan khác

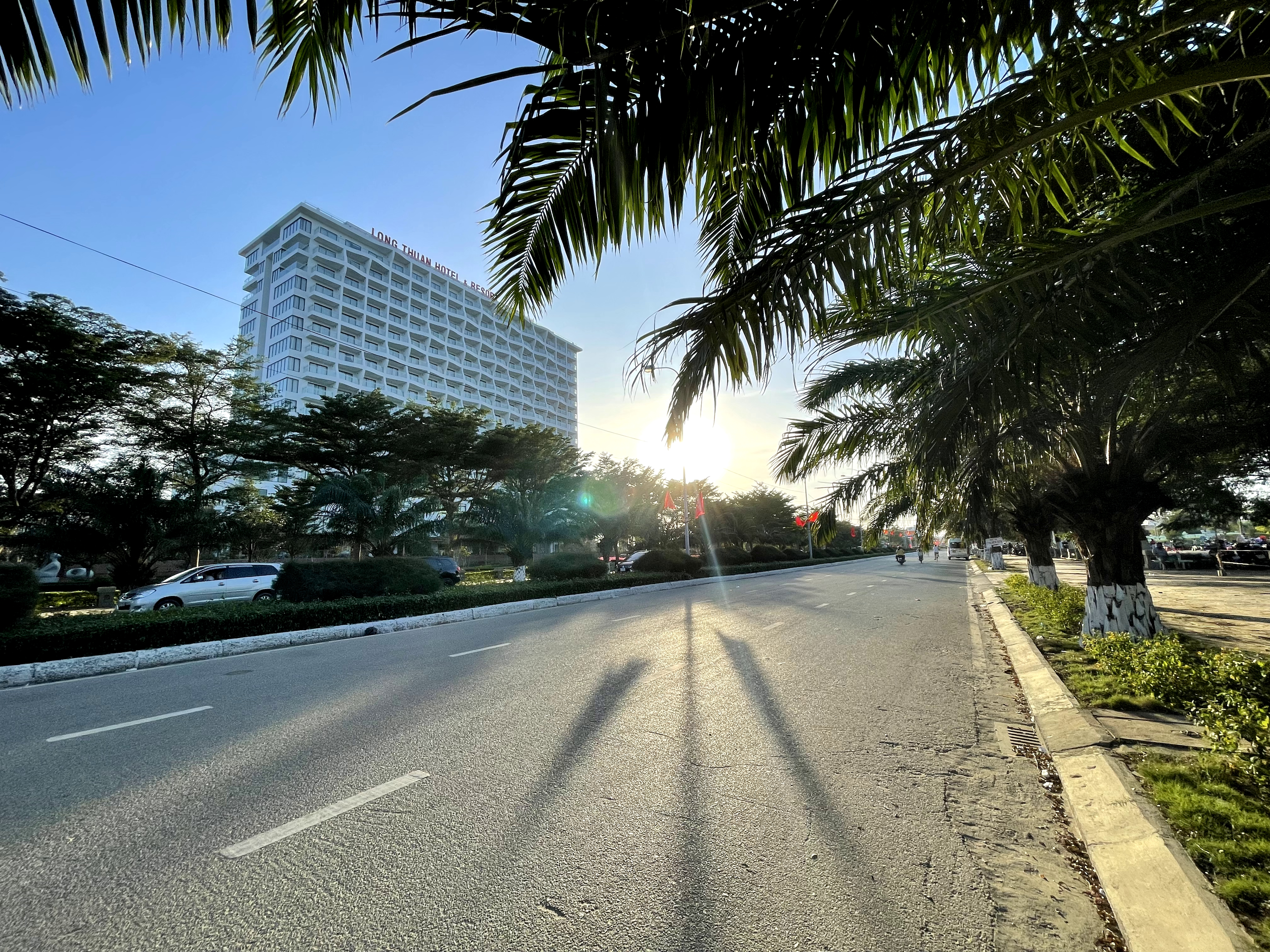
Đoạn cuối của đường 16/4 dẫn ra Bãi biển Bình Sơn, phía tay trái là Resort Long Thuận, phía tay phải là Công viên biển Bình Sơn

Bên cạnh bờ biển có: Đầm Nại giàu tôm, cá, mực, núi đá Chồng, Tân An, Cà Đú, với những tảng đá lớn nhỏ xếp chồng chênh vênh và tạo thành một quần thể thiên nhiên đẹp mắt và hài hòa. Gần khu du lịch này còn có đồn biên phòng Ninh Chử (Bộ đội biên phòng tỉnh Ninh Thuận) đóng chốt.
Ngoài thời gian tắm biển và thưởng thức các món hải sản tươi ngon, du khách còn có thể đi tham quan nhiều thắng cảnh khác: phong cảnh hữu tình của Đầm Nại, những tảng đá lớn nhỏ xếp chồng chênh vênh tạo thành quần thể thiên nhiên hài hòa của núi đá Chồng... Các địa danh ở đây có rất nhiều chữ Cà: Cà Ná, Cà Đú... Cà là núi (không phải cà là núi, mà do ghi phát âm bản địa, bỏ 3 chữ này). Núi không cao, chen những bụi cây xanh và đá, cát. Vùng Ninh Hải như một cái vũng kẹp giữa hai quả núi và nối đuôi ra Ninh Chử. Trên quả núi phía biển có hòn đá với những vết sẹo trắng tự nhiên, dân gian gọi là đá mặt quỷ. Trên quả núi phía đường quốc lộ là hòn đá tự nhiên hình con dao.
Từ Ninh Chử, khách du lịch có thể đến khu thôn Tri Thủy nằm ven cửa biển nhỏ, núi và biển nằm cạnh bên nhau. Núi ở đây không um tùm cây cỏ mà có dáng dấp như các non bộ, gồm nhiều hòn cao thấp khác nhau màu xám trắng, chen giữa cây lá. Đây đó trên sườn núi là vài ngôi chùa cổ, vài xóm nhà ngói. Ở đây cũng có một bãi biển hoang, cũng xanh mát rừng dương, trên đoạn bãi biển này có những tảng đá hình thù kỳ dị, nằm chơ vơ trên cát, ngoài ra khu vực này còn có những vườn nho ở Ninh Chử góp phần tăng thêm phần hấp dẫn của chuyến du lịch khi du khách được thưởng thức hương vị trái nho ăn tại vườn ngay khi vừa hái. Tại vùng Ninh Thuận lại có cồn cát di động Phước Dinh, được du khách mô tả là cảnh đẹp vào buổi chiều tà trời trong xanh, vột năm hai mùa, những đồi cát khi thì tiến sâu vào đất liền, khi thì lùi dần ra biển, nên người ta gọi đó là "cồn cát di động".

## Phát triển du lịch

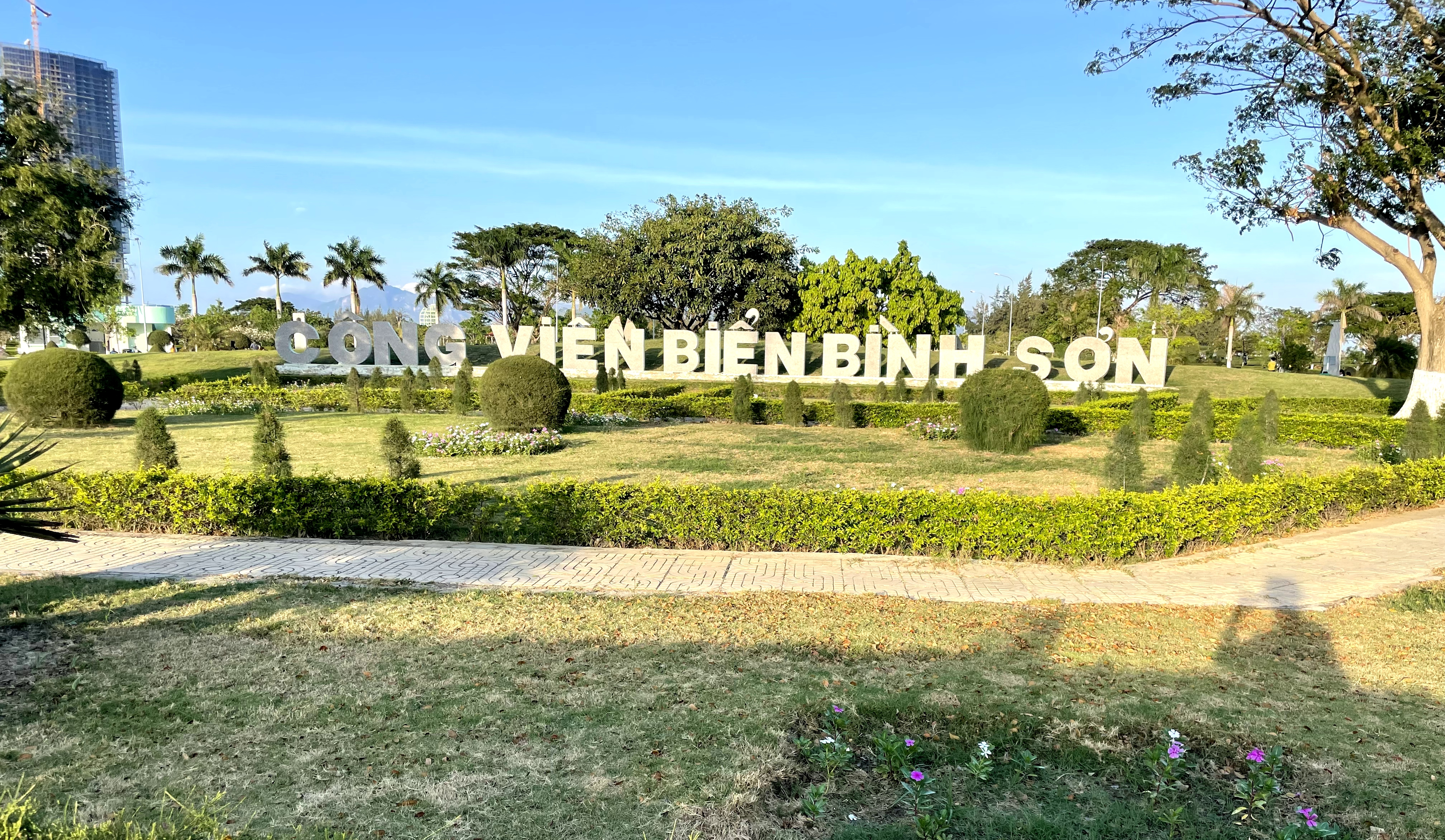
Công viên biển Bình Sơn trên bờ biển Ninh Chử, phía Đông thành phố Phan Rang-Tháp Chàm

Từ năm 2006, để phục vụ cho khách du lịch ngày càng tăng từ Thành phố Hồ Chí Minh, khu du lịch Sài Gòn - Ninh Chử (Phan Rang, tỉnh Khánh Hòa) đã làm lễ khai trương văn phòng đại diện. Khu du lịch Sài Gòn - Ninh Chử đạt tiêu chuẩn quốc tế 4 sao lần đầu tiên tại tỉnh Ninh Thuận, với 102 phòng ngủ, nhà hàng 250 chỗ, phòng hội nghị 500 ghế, 2 quầy bar, sân tennis, hồ bơi, dịch vụ massage karaoke cùng các dịch vụ hỗ trợ khác do Saigontourist quản lý. 
Giai đoạn 2 đầu tư 70 tỷ đồng, xây dựng nhà đón tiếp, khu nghỉ dưỡng, xây mới khách sạn, bungalow 120 phòng, cải tạo nhà hàng Mát... Có thể nói sớm có mặt và khẳng định được vị thế trên bãi biển này phải kể đến dự án khách sạn Sài Gòn – Ninh Chử (công trình liên doanh giữa Saigontourist với Công ty Du lịch Ninh Thuận).
Theo một số liệu thống kê 09 tháng năm 2006 đã có gần 130.000 du khách đến với Ninh Chử và không ngừng tăng lên, điều này dẫn đến các công ty du lịch cũng gặp khó khăn vì tình trạng khách đặt tour nhiều nhưng không thể đáp ứng do Ninh Chử không đủ khách sạn phục vụ khách lưu trú. 
Ủy ban nhân dân tỉnh Khánh Hòa đã cấp tập xây dựng cơ sở hạ tầng, thiết lập hệ thống dịch vụ để phục vụ nhu cầu ngày càng cao. Ngoài ra, biển Ninh Chử còn là nơi lý tưởng để cho các hoạt động chụp ảnh nghệ thuật, cho những người mẫu ảnh, giới giải trí, người đẹp tác nghiệp trong các cuộc thi.
Hiện nay, cụm du lịch Bình Sơn - Ninh Chử đã được tỉnh Ninh Thuận quy hoạch thành trung tâm du lịch biển với hệ thống khách sạn, nhà hàng cao cấp và các hoạt động thể thao như lặn biển, du thuyền... Các nhà lữ hành đến Ninh Chử vì đây là điểm kết nối quan trọng hình thành nên tam giác du lịch Đà Lạt-Nha Trang-Ninh Chử. Công ty Saigontourist cũng đã khai trương khách sạn Sài Gòn - Ninh Chử - khách sạn 4 sao đầu tiên của tỉnh Khánh Hòa. Ngày đầu khai trương, khách sạn 4 sao Saigon - Ninh Chử do Saigontourist và 6 cổ đông khác xây dựng đã thu hút hơn 220 khách lưu trú và cho khách du lịch dã ngoại thuê 20 lều trại trên bãi biển. Việc xây dựng khu nghỉ dưỡng cao cấp nhiều tiện nghi: hơn 110 phòng ngủ chất lượng cao, hồ bơi, nhà hàng, nhà hội trường, spa, khu tập thể dục, karaoke và hệ thống nhân viên mới được đào tạo chuyên nghiệp... là cách "đón đầu và mở tour" cho xu thế khách bắt đầu chú ý đến những vùng biển có triển vọng du lịch đến với Ninh Chử. Tổng tiền đầu tư lên đến 150 tỷ đồng.
Ngoài ra, Ninh Chử còn có nhiều khách sạn tiện nghi và một dãy theo kiểu nhà rông, cũng được xây dựng sát mé biển hài hòa với nét đẹp thiên nhiên. Du lịch tại đây tương đối tiện lợi vì có thể tổ chức một chuyến du lịch tiết kiệm. Giá thuê phòng khách sạn tương đối phải chăng, lại nằm sát biển nên không phải tốn thêm chi phí thuê ghế nghỉ, tắm nước ngọt... Các món ăn bán dọc theo bãi biển cũng khá rẻ.
Biển Ninh Chử bên cạnh còn có xóm du lịch bụi, nhưng mọi thứ đều ngon bổ rẻ, quán xá đơn giản chống cọc cây, mái tôn mái lá che ghế bố là thành resort bình dân với các loại hải sản, đặc sản như Tai Trâu, Hải sâm đen, các loại cá, mực. Đặc biệt ở Ninh Chử, đêm, nhưng đường phố vẫn đông đúc người qua lại, hàng quán vẫn mở cửa để đón khách. Du khách có thể gọi những đặc sản của vùng này như cháo ngao hay một dĩa bánh xèo mực lúc 22 giờ mà vẫn nhận được phục vụ niềm nở của chủ quán. Ninh Chử, Phan Rang lấy lòng du khách bằng sự thân thiện, cởi mở của một điểm du lịch hiếm hoi và người dân ở đây không có thói quen ngủ sớm.

## Khó khăn, hạn chế
Mặc dù có rất nhiều thuận lợi cho ngành du lịch phát triển nhưng do tiềm năng Ninh Chử được khai thác chưa hết hiệu quả nên tỉnh Khánh Hòa chỉ dừng lại ở khai thác du lịch nghỉ dưỡng đơn thuần. Nhiều cơ hội thu hút du khách và quảng bá du lịch tỉnh bị bỏ lỡ. Nạn chèo kéo khách, ăn xin, trêu chọc du khách cũng đã manh nha xuất hiện ở bãi biển Ninh Chử.
Khu du lịch Ninh Chử còn ngày càng đối mặt với nguy cơ bị ô nhiễm và từng bước bị lấn chiếm diện tích do những vùng nuôi tôm hùm ven bờ biển phường Phan Rang – Tháp Chàm phát triển quá nhanh đã xâm lấn diện tích và làm ô nhiễm bãi tắm tại đây. Những vùng nuôi tôm này hình thành tự phát từ năm 2007, lúc đầu chỉ vài lồng nhưng đến nay có hơn 1.400 lồng tôm, nằm cách bờ 500-1.000m. Người địa phương tắm biển thường gặp phải rác thải từ các bè tôm và thức ăn thừa của tôm (phần nhiều là cá tạp băm nhỏ) đã làm ô nhiễm bãi tắm khu du lịch Bình Sơn-Ninh Chử.